# Joshua Bergasse
Joshua Alexandre Bergasse est un chorégraphe et danseur américain né en 1973.
Acteur dans la série Smash (réalisée par Theresa Rebeck et produite par Steven Spielberg) jouant le chorégraphe d'une organisation de spectacle basé sur la vie de Marilyn Monroe.
Depuis 1998, il est membre du Broadway Dance Center.
En 2012, il a chorégraphié un groupe de jeune dans So You Think You Can Dance aux États-Unis.
Il est aussi le directeur artistique du Musical Theater Performance Project et a été l'invité artistique de plusieurs universités (Université de New York), Marymount Manhattan College, Université de l'Indiana, James Madison University, Shenandoah University, Kean University, Creighton University et Université de Californie).

## Chorégraphies
Il a fait plusieurs chorégraphie, que ce soit sur les planches de Broadway ou dans "SMASH". 